# 连珠开局
连珠的最初階段稱為「開局」。為連珠RIF規則所規定的共二十六種首三手變化。

## 首三手限制
- 第一手黑子必着手在天元。
- 第二手白子必着手在中央3×3區域內。
- 第三手黑子必着手在中央5×5區域內。

## 開局分類
依照第二手白子的落點，可分成兩大類；每大類皆有十三種變化，共計二十六種開局。
- 直止打法：第二手位於天元旁的豎直線上。
- 斜止打法：第二手位於天元旁的對角線上。

### 直止打法

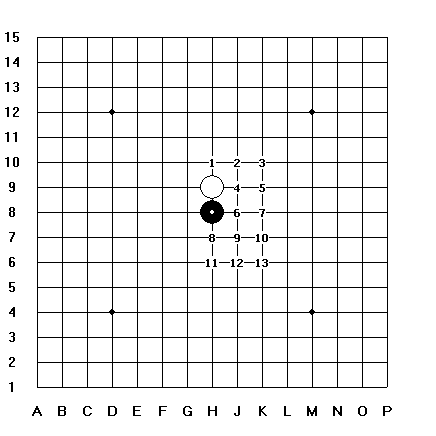
連珠直止打法變化圖

如圖所示，計入對稱性，第三手總共有十三種變化。
第一手為黑子，第二手為白子，第三手可能的下手點標數如圖。
簡略評價在RIF規則下的十三種變化。
- 寒星（D1）：黑子必勝
- 溪月（D2）：黑子必勝
- 疏星（D3）：白子偏優
- 花月（D4）：黑子必勝
- 殘月（D5）：黑子優勢
- 雨月（D6）：黑子必勝
- 金星（D7）：黑子必勝
- 松月（D8）：黑子優勢
- 丘月（D9）：黑子偏優
- 新月（D10）：黑子必勝
- 瑞星（D11）：平衡
- 山月（D12）：黑子優勢
- 遊星（D13）：白子必勝

### 斜止打法

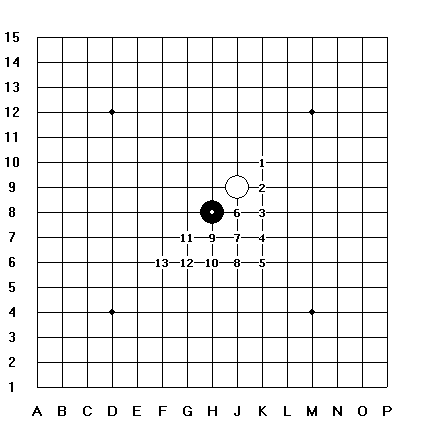
連珠斜止打法變化圖

如圖所示，計入對稱性，第三手總共有十三種變化。
第一手為黑子，第二手為白子，第三手可能的下手點標數如圖。
簡略評價在RIF規則下的十三種變化。
- 長星（I1）：白子優勢
- 峽月（I2）：黑子必勝
- 恆星（I3）：黑子必勝
- 水月（I4）：黑子必勝
- 流星（I5）：白子優勢
- 雲月（I6）：黑子必勝
- 浦月（I7）：黑子必勝
- 嵐月（I8）：黑子必勝
- 銀月（I9）：黑子優勢
- 明星（I10）：黑子必勝
- 斜月（I11）：黑子偏優
- 名月（I12）：黑子優勢
- 彗星（I13）：白子必勝